# Бизово
Бизово (на гръцки: Μεγαπλάτανος, Мегаплатанос, до 1925 година Μπίζοβο, Бизово) е село в Егейска Македония, Гърция, в дем Мъглен (Алмопия) в административна област Централна Македония.

## География
Бизово е разположено на надморска височина от 215 m в западната част на котловината Мъглен (Моглена), на 16 километра западно от демовия център Съботско (Аридеа), в източното подножие на планината Малка Нидже.

## История

### Етимология
Йордан Заимов смята, че първоначалната форма на името е Бъзово с обичайно застъпване на българското ъ с гръцкото ι.

### В Османската империя
В османски данъчни регистри на немюсюлманското население от вилаета Водане от 1619 – 1620 година селото е отбелязано под името Бизава с 57 джизие ханета (домакинства).
В края на XIX век Бизово е село във Воденска каза на Османската империя. В 1860 година е построена църквата „Свети Николай“. В „Етнография на вилаетите Адрианопол, Монастир и Салоника“, издадена в Константинопол в 1878 година и отразяваща статистиката на населението от 1873 година, Бизево (Bizevo) е посочено като село във Воденска каза със 184 къщи и 300 жители българи и 450 помаци.
В 1882 година в Бизово е открито българско училище.
Според Стефан Веркович към края на XIX век е смесено българо-християнско и българо-мохамеданско селище с мъжко население 406 души и 124 домакинства. Съгласно статистиката на Васил Кънчов („Македония. Етнография и статистика“) към 1900 година в Бизово живеят 150 българи християни и 650 българи мохамедани.
Цялото християнско население на Бизово е под върховенството на Българската екзархия. Според секретаря на Екзархията Димитър Мишев („La Macédoine et sa Population Chrétienne“) в 1905 година в Бизево (Bizevo) има 176 българи екзархисти и в селото има българско училище.
Екзархийската статистика за Воденската каза от 1912 година показва селото със 120 българи християни и 750 мюсюлмани.

### В Гърция
През Балканската война в 1912 година селото е окупирано от гръцки части и остава в Гърция след Междусъюзническата война в 1913 година. Боривое Милоевич пише в 1921 година („Южна Македония“), че Бизово има 30 къщи славяни християни и 100 къщи славяни мохамедани.
Според Лозанския договор в 1924 година мюсюлманското му население се изселва и в селото са настанени 316 гърци бежанци от Мала Азия. В 1925 година е преименувано на Мегаплатанос. Според преброяването от 1928 година селото е смесено местно-бежанско с 47 бежански семейства и 190 души. От 623 жители в 1940 година 188 са местни и 435 са бежанци.
Селото пострадва и от Гражданската война (1946 – 1949), като част от жителите му се изселват в по-безопасни места или емигрират в чужбина. След нормализацията някои се връщат.
Според изследване от 1993 година селото е смесено бежанско-„славофонско“ и в него понтийският и „македонският език“ са запазени на средно ниво, а турският на ниско.
На източния вход на селото в платанова горичка е построена църквата „Свети Евстатий“. В 1981 година на 1,5 km източно от Бизово жителите на Бизово, Саракиново (Саракини) и Тресино (Орма) построяват църквичката „Свети Илия“ до смятано за лечебно аязмо.
Селото е сравнително богато, тъй като цялото землище се напоява добре. Произвежда се пипер, тютюн, жито, боб и овошки.
| Име         | Име          | Ново име  | Ново име  | Описание                                                  |
| ----------- | ------------ | --------- | --------- | --------------------------------------------------------- |
| Прага       | Πράγκα       | Парапигма | Παραπήγμα |                                                           |
| Оксил       | Όξύλ         | Митеро    | Μυτερό    | река на И от Манастир и на З от Поляни                    |
| Цигури      | Τσίγκουρι    | Даси      | Δάση      | възвишение на Ю от Бизово и на СИ от Саракиново (570,5 m) |
| Баба        | Μπάμπα       | Грия      | Γρηά      | реката на Бизово                                          |
| Чанакчи     | Τσανακτζή    | Каминия   | Καμίνια   | река на Ю от Бизово                                       |
| Загорицко   | Ζαγόρτσικο   | Рематия   | Ρεματιά   | река на С от Бизово                                       |
| Хасан Декси | Χασὰν Ντεκσὶ | Милонас   | Μυλωνάς   | местност на СИ от Бизово                                  |

| Година    | 1913 | 1920 | 1928 | 1940 | 1951 | 1961 | 1971 | 1981 | 1991 | 2001 | 2011 | 2021 |
| --------- | ---- | ---- | ---- | ---- | ---- | ---- | ---- | ---- | ---- | ---- | ---- | ---- |
| Население | 771  | 796  | 503  | 623  | 312  | 394  | 369  | 382  | 351  | 310  | 378  | 311  |

## Личности
Родени в Бизово
- Димитър Аврамов (Δημήτριος Αβραμίδης), гръцки андартски деец, четник, син на андарта Христо Аврамов (Χρήστου Αβραμίδη)[19]
- Йоанис Самарас (Ιωάννης Σαμαράς ή Λεβέντης), гръцки андартски деец, четник[19]
- Петър Иванов (Πέτρος Ιωάννου), гръцки андартски деец от трети клас[19]